# Raffaele Mirate
Raffaele Mirate (Napoli, 3 settembre 1815 – Sorrento, novembre 1895) è stato un tenore italiano.
Noto per il fraseggio intelligente e per il brillante e potente timbro vocale, è stato considerato come un interprete eccezionale dei ruoli tenorili delle opere del primo e medio periodo di Giuseppe Verdi. In particolare creò il ruolo del Duca di Mantova nella prima mondiale del Rigoletto nel 1851. Era anche un interprete molto stimato di ruoli belcantistici, eccellendo nelle opere di Vincenzo Bellini, Gaetano Donizetti e Gioachino Rossini.

## Biografia
Nato a Napoli, Mirate fu allievo di Alessandro Busti e del famoso castrato Girolamo Crescentini al Regio Collegio di Musica. La sua prima interpretazione fu in una produzione scolastica nel 1834. Il debutto operistico ufficiale avvenne tre anni dopo al Teatro Nuovo di Napoli come protagonista del Torquato Tasso di Donizetti. Dal 1836 al 1839 lavorò principalmente a Napoli, anche se fece un'apparizione come ospite al Teatro San Cassiano a Venezia come Edgardo nella Lucia di Lammermoor.
Nel 1839 Mirate giunse al Théâtre Italien di Parigi, dove suscitò ampi consensi cantando in opere di Donizetti, Rossini e Bellini. Fece la sua prima apparizione alla Scala nel 1840 come Amenofi nel Mosè in Egitto di Rossini, con grande successo. Nel 1844 fu ancora ospite al Théâtre Italien di Parigi. Nel 1845 fu al Teatro Argentina di Roma, come Jacopo ne I due Foscari e Carlo VII in Giovanna d'Arco. Il librettista Francesco Maria Piave, che scrisse i testi di numerose opere di Verdi, era presente a queste esibizioni a Roma e paragonò la voce di Mirate a quella del grande tenore Napoleone Moriani.
Tra la fine degli anni 1840 e l'inizio degli anni 1850, Mirate cantò nei teatri di Venezia, Genova e Milano. Nel 1848 partecipò, alla Scala, alla prima mondiale di Giovanna di Fiandra di Carlo Boniforti. Nel 1850 era divenuto il cantante più pagato alla Fenice, e fu in questo teatro che interpretò il ruolo con cui in seguito sarebbe stato identificato il Duca nel Rigoletto di Verdi. La sua interpretazione dell'aria di bravura La donna è mobile fu salutata come il momento più alto della prima esecuzione dell'11 marzo 1851. Il suo Duca era più imponente di quelli che sarebbero stati interpretati da altri tenori, e impersonò questo ruolo 190 volte durante il resto della sua carriera.
Mirate cantò in diverse altre première alla Fenice, interpretando tra l'altro Don Carlo in  Elisabetta di Valois  di Antonio Buzzolla (1850), Don Alvaro in  Fernando Cortez  di Francesco Malipiero (1851), e Arminio in La punizione di Giovanni Pacini (1854). Apparve anche in numerose première al Teatro di San Carlo di Napoli negli anni 1850, tra l'altro come Admeto in Alceste di Giuseppe Staffa (1852), nel ruolo di protagonista nel  Guido Colmar  di Nicola De Giosa (1852), come Cassandro in Statira di Saverio Mercadante (1853), come protagonista in Guido Colmar di Ferdinando Tommasi (1855), e in  Margherita Pusterla  di Giovanni Pacini (1856). Nel 1857 interpretò Casimiro nella première di  La Sorrentina  di Emanuele Muzio al Teatro Comunale di Bologna.
Tra il 1854 e il 1855, Mirate si esibì con grande successo al Teatro alla Scala, in particolare il cantando Manrico nel Trovatore di Verdi con l'approvazione del compositore. Cantò a Boston e New York nel 1856 e poi al Teatro Colón di Buenos Aires durante la prima stagione di quel teatro nel 1857. Tornò a Buenos Aires nel 1860, recitando anche a Montevideo e Rio de Janeiro. Annunciò il ritiro nel 1861, ma due anni più tardi tornò a cantare al Teatro San Carlo, dove fu poi interprete di due anteprime mondiali, come Rodrigo in Celinda di Errico Petrella e come Icilio nella Virginia di Mercadante.

## Ruoli creati
- Il Duca di Mantova in Rigoletto di Verdi (11 Marzo 1851, Venezia)
- Cassandro in Statira di Mercadante (8 Gennaio 1853, Napoli)
- Arminio ne La punizione di Pacini (8 Marzo 1854, Venezia)
- Franciscolo Pusterla in Margherita Pusterla di Pacini (25 Febbraio 1856, Napoli)
- Rodrigo in Celinda di Petrella (11 Marzo 1865, Napoli)
- Icilio in Virginia di Mercadante (7 Aprile 1866, Napoli)